# Recurso de nulidad
El recurso de nulidad es un recurso extraordinario que contempla el Código Procesal Penal y que se interpone por la parte agraviada por una sentencia definitiva dictada en procedimiento ordinario, simplificado o de acción penal privada, ante el tribunal que la dictó, con el objeto de que el superior jerárquico que sea competente, en conformidad a la ley, invalide el juicio oral y la sentencia, o solamente esta última, cuando en cualquier etapa del procedimiento o en el pronunciamiento de la sentencia se hubieren infringido sustancialmente derechos o garantías aseguradas por la Constitución o por los tratados internacionales ratificados por Chile, o bien, se incurra en motivos absolutos de nulidad, o cuando en el pronunciamiento de la sentencia se hubiere hecho una errónea aplicación del Derecho que hubiere influido sustancialmente en lo dispositivo del fallo.

## Resoluciones impugnables
El recurso de nulidad procede en contra de:
1. la sentencia definitiva dictada por el Tribunal de Juicio Oral en el procedimiento ordinario y;
2. la sentencia definitiva dictada por el Juez de Garantía en el procedimiento simplificado o en el procedimiento de acción penal privada.